# Koczkodan oliwkowy
Koczkodan oliwkowy (Cercopithecus petaurista) – gatunek ssaka naczelnego z podrodziny koczkodanów (Cercopithecinae) w obrębie rodziny koczkodanowatych (Cercopithecidae). Zamieszkuje Afrykę Zachodnią. Jest bliski zagrożenia wyginięciem.

## Taksonomia
Gatunek po raz pierwszy zgodnie z zasadami nazewnictwa binominalnego opisał w 1774 roku niemiecki przyrodnik Johann Christian Daniel von Schreber nadając mu nazwę Simia petaurista. Miejsce typowe to Gwinea. Schreber swój opis oparł na wcześniejszych pracach innych autorów. Podgatunek formalnie opisał w 1886 roku holenderski zoolog Fredericus Anna Jentink jako odrębny gatunek i nadając mu nazwę Cercopithecus büttikoferi. Miejsce typowe to Liberia. Materiał typowy to seria syntypów: Muzeum Historii Naturalnej w Londynie – dorosły samiec (sygnatura BMNH Mammals 1891.11.3.1), dorosły samiec (sygnatura BMNH Mammals 1891.11.3.2), młodociana samica (sygnatura BMNH Mammals 1891.11.3.3), okazy zebrali Johann Büttikofer i C.F. Sala odpowiednio 15 września, 10 sierpnia i 25 lipca 1880 roku; Muzeum Historii Naturalnej w Lejdzie – czaszka i luźne kości samca (sygnatura RMNH.MAM.39109), czaszka i luźne kości młodocianego osobnika o nieznanej płci (sygnatura RMNH.MAM.39110), zamontowana skóra dorosłego samca (sygnatura RMNH.MAM.39111), zamontowana skóra dorosłego samca (sygnatura RMNH.MAM.39112), zamontowana skóra samca (sygnatura RMNH.MAM.39113), zamontowana skóra młodocianej samicy (sygnatura RMNH.MAM.39114), płaska skóra (sygnatura RMNH.MAM.39115.b), czaszka i luźne kości (sygnatura RMNH.MAM.39115.a) na wpół dorosłej samicy, zamontowana skóra (sygnatura RMNH.MAM.39116.b), szkielet i luźne kości (sygnatura RMNH.MAM.39116.a) samca, zamontowana skóra młodocianego samca (sygnatura RMNH.MAM.39117), zamontowana skóra młodocianej samicy (sygnatura RMNH.MAM.39118), okazy zebrali Johann Büttikofer i C.F. Sala 9 września (39109), pomiędzy 1 kwietnia a 31 października (39110), 1 sierpnia (39111), 31 lipca (39112), 11 sierpnia (39113), 12 września (39114), 15 marca (39115.a.b), 30 listopada (39116.a.b) i 24 listopada 1880 roku (39117 i 39118).
Cercopithecus petaurista należy do grupy gatunkowej cephus. Dwa istniejące podgatunki są oddzielone od siebie rzeką Sassandra w Wybrzeżu Kości Słoniowej, przy czym odnotowano pewną hybrydyzację/intergradację na prawym brzegu rzeki N’zo.
Autorzy Illustrated Checklist of the Mammals of the World rozpoznają dwa podgatunki.

### Etymologia
- Cercopithecus: gr. κερκοπίθηκος kerkopithēkos ‘małpa z długim ogonem’, od gr. κερκος kerkos ‘ogon’; πιθηκος pithēkos ‘małpa’[28].
- petaurista: łac. petaurista ‘akrobata, tancerz’, od gr. πεταυριστης petauristēs ‘akrobata’[29].
- buettikoferi: dr Johann Büttikofer (1850–1927), szwajcarski zoolog, kolekcjoner z Liberii i Borneo, kustosz Muzeum Historii Naturalnej w Lejdzie w latach 1884–1897, dyrektor ogrodu zoologicznego w Rotterdamie w latach 1897–1924[30].

## Występowanie
Występuje w zachodniej części Afryki – w pasie od Gwinei Bissau po Togo. Zamieszkuje w zależności od podgatunku:
- C. petaurista petaurista – koczkodan oliwkowy – środkowe i wschodnie Wybrzeże Kości Słoniowej (na wschód od rzeki Sassandra), Ghana i zachodnie Togo; prawdopodobnie również Benin.
- C. petaurista buettikoferi – koczkodan skromny – południowo-wschodni Senegal, południowa Gwinea Bissau, południowa Gwinea, Sierra Leone, Liberia i zachodnie Wybrzeże Kości Słoniowej (na zachód od systemu rzek N’zo-Sassandra).

## Charakterystyka

### Wygląd
Długość ciała (bez ogona) samic 40–44 cm, samców 44–53 cm, długość ogona samic 52–68 cm, samców 57–79 cm; masa ciała samic 2–3,8 kg, samców 2,5–4,5 kg. 
Charakterystyczną cechą tego gatunku jest wyróżniająca się biała sierść na nosie, która dobrze kontrastuje z szarym futrem na reszcie głowy. Większość ciała pokryta jest brązową sierścią w różnych odcieniach. 

### Odżywianie
Większość ich diety stanowią rośliny. Koczkodan oliwkowy przeważnie je liście, owoce i kwiaty. Zdarza się mu także zjadać małe owady. 

### Styl życia
Zamieszkuje lasy galeriowe.
Głównie przebywają na drzewach. Prawie połowę czasu (45%) spędzają jedząc lub szukając pożywienia, 26% czasu chodząc. Dziennie maszerują średnio 1000 m dziennie, zmieniając obszar, w którym żyją. Rocznie obszar jednej grupy to od 40 do 100 Ha. Żyją w grupach liczących od 4 do 24 osobników, jednak zazwyczaj jest to około 11 sztuk. Sporadycznie przejawiają agresję, zwykle względem innej grupy podczas pożywiania się.

## Status zagrożenia
W Czerwonej księdze gatunków zagrożonych Międzynarodowej Unii Ochrony Przyrody i Jej Zasobów został zaliczony do kategorii NT (ang. near threatened ‘bliski zagrożenia’).